# Thonne-les-Près
Thonne-les-Près è un comune francese di 137 abitanti situato nel dipartimento della Mosa nella regione del Grand Est.

## Monumenti e luoghi d'interesse

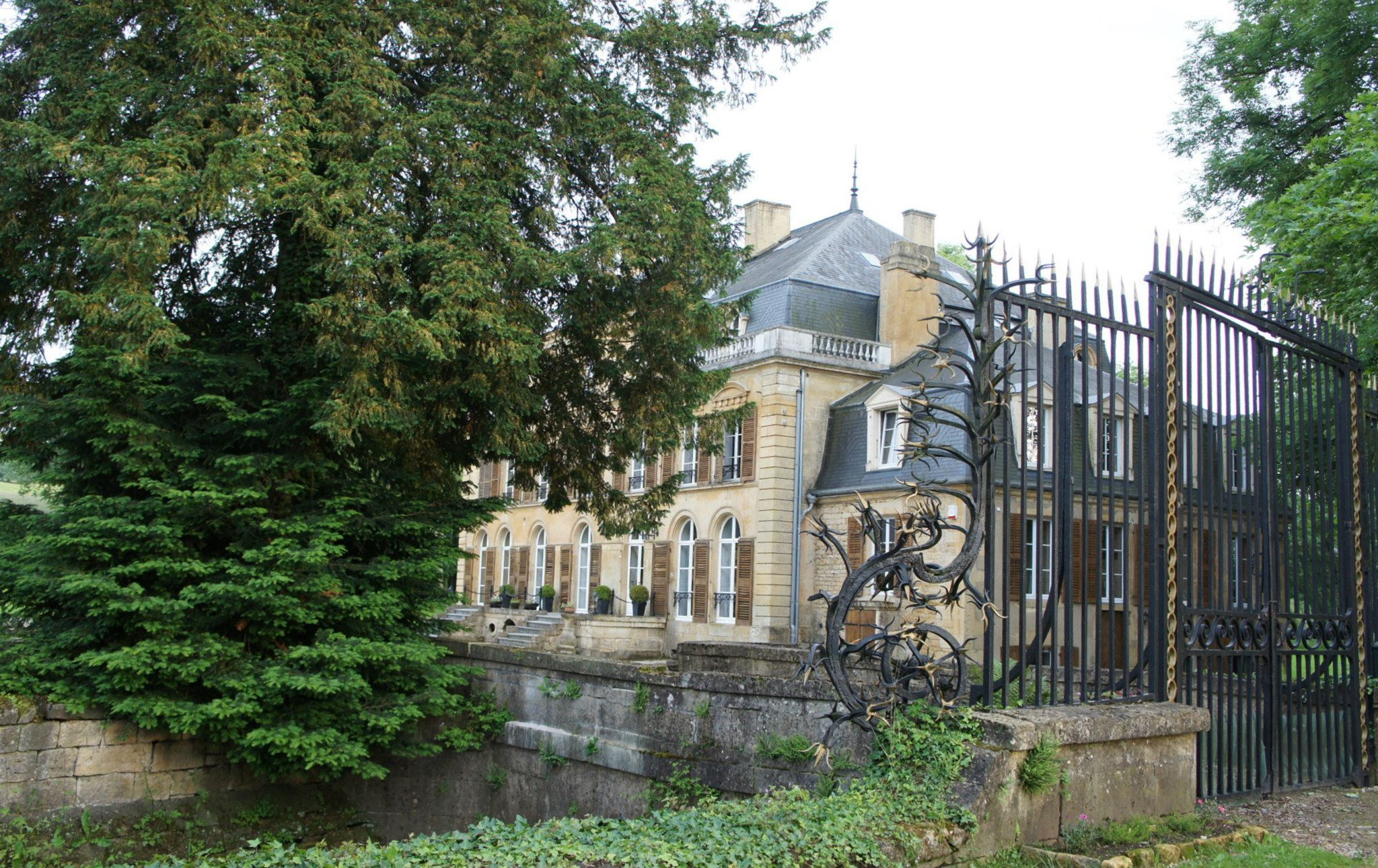
Castello di Thonne-les-Près

- L'attuale castello di Thonne-les-Près fu costruito all'inizio del XIX secolo da Frédéric de Crochart, intendente di Napoleone Bonaparte, e abbellito nel 1890 dal barone Albert de Benoist, sindaco del villaggio, che fu deputato della Mosa dal 1901 al 1905. Il castello si trova in un parco di cinque ettari e la sua architettura è ispirata alle costruzioni italiane.

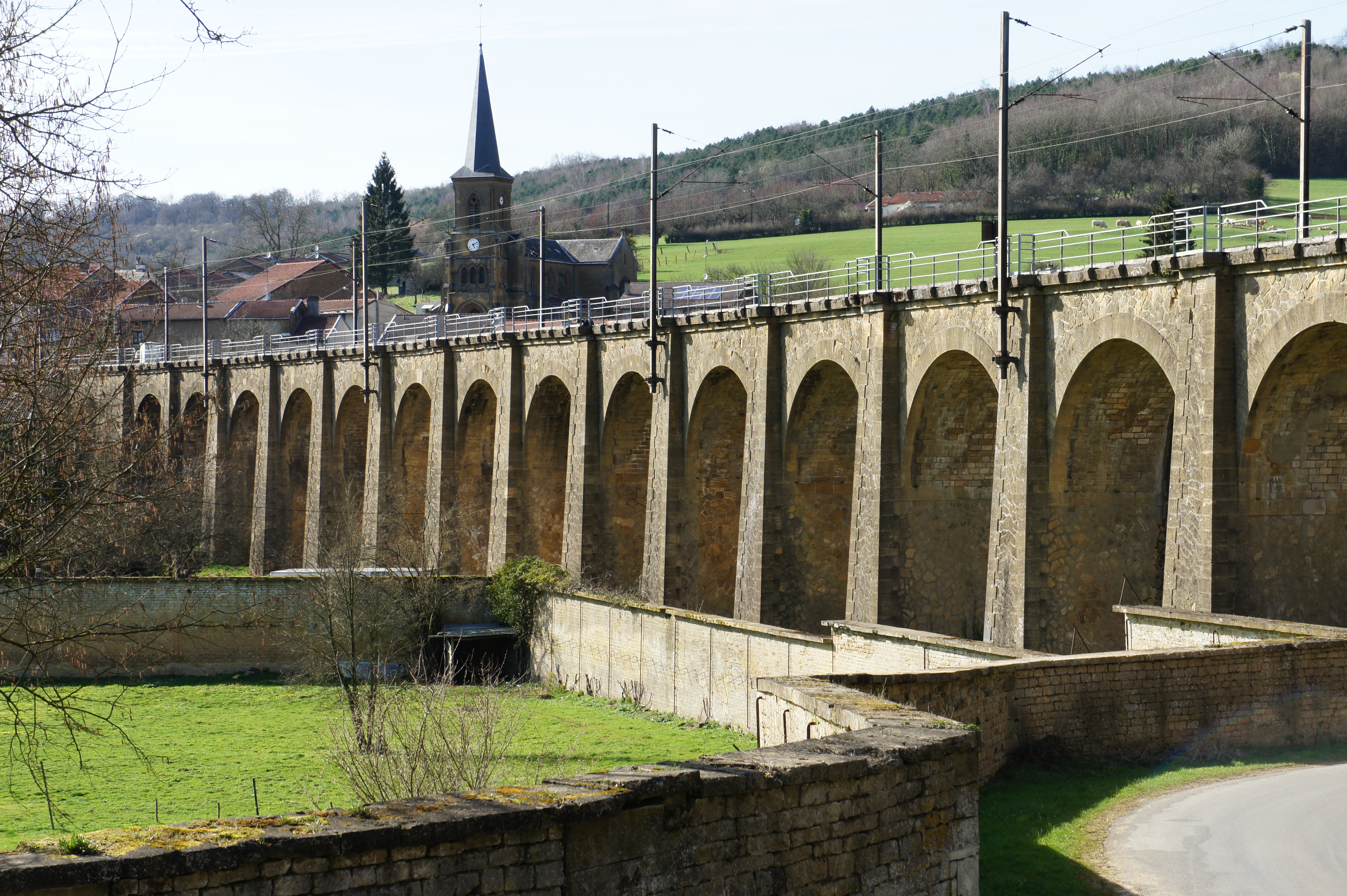
Il viadotto di Thonne-les-Près

- Il viadotto di Thonne-les-Près è un imponente ponte ferroviario di 16 arcate della linea ferroviaria Mohon-Thionville che proviene da Montmédy attraverso un tunnel di 756 m e attraversa la valle della Thonne. La sua costruzione fu completata nel 1862 e la linea venne elettrificata nel 1955.

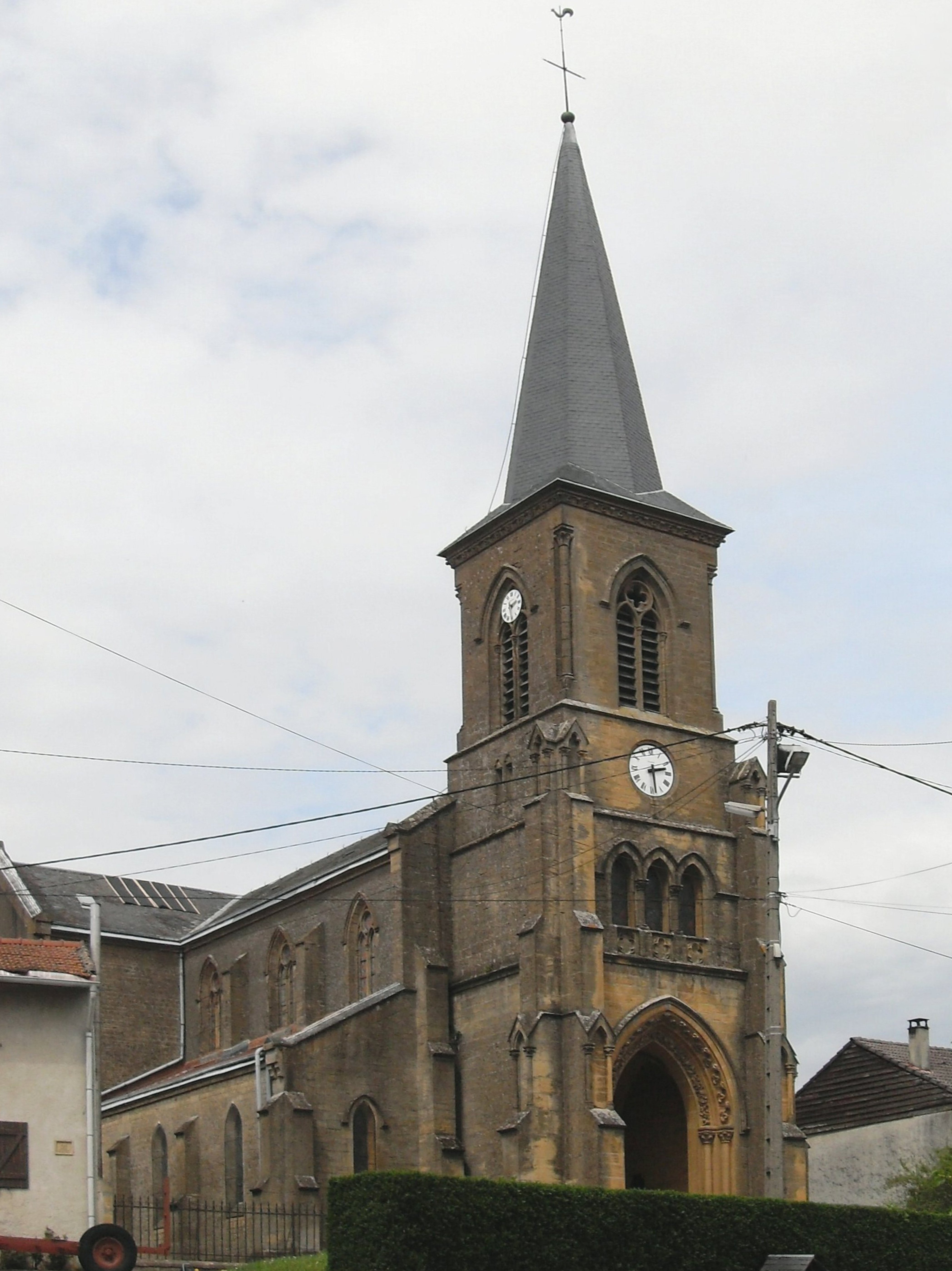
Chiesa di San Giorgio

- Chiesa di San Giorgio. Una prima chiesa eretta nel 1587 fu distrutta e poi ricostruita nel 1723. Incendiata nel 1871 durante la Guerra franco-prussiana fu nuovamente ricostruita nel 1874 dagli abitanti del villaggio sotto la direzione del barone de Benoist e con l'aiuto dei Compagnons du Devoir, un'organizzazione di artigiani e artigiani attiva fin dal Medioevo. Le pietre color giallo ocra provengono da una cava locale. Le campane della chiesa furono confiscate dai tedeschi nel 1916 per essere fuse e vennero sostituite nel 1920.[2]

## Società

### Evoluzione demografica
Abitanti censiti